# ST Aerospace A-4SU Super Skyhawk
El ST Aerospace A-4SU Super Skyhawk es una versión actualizada del avión de ataque Douglas A-4S Skyhawk realizada por la compañía singapurense Singapore Aircraft Industries (SAI, ahora llamada ST Aerospace) a finales de los años 1980 y que es utilizada exclusivamente por la Fuerza Aérea de la República de Singapur. Esta versión estuvo en servicio como avión de ataque desde 1989 hasta su retirada del servicio de primera línea en 2005, siendo sustituido en ese papel por el F-15SG Strike Eagle. Desde 1999 los Super Skyhawk son utilizados como aviones de entrenamiento avanzado.

## Variantes

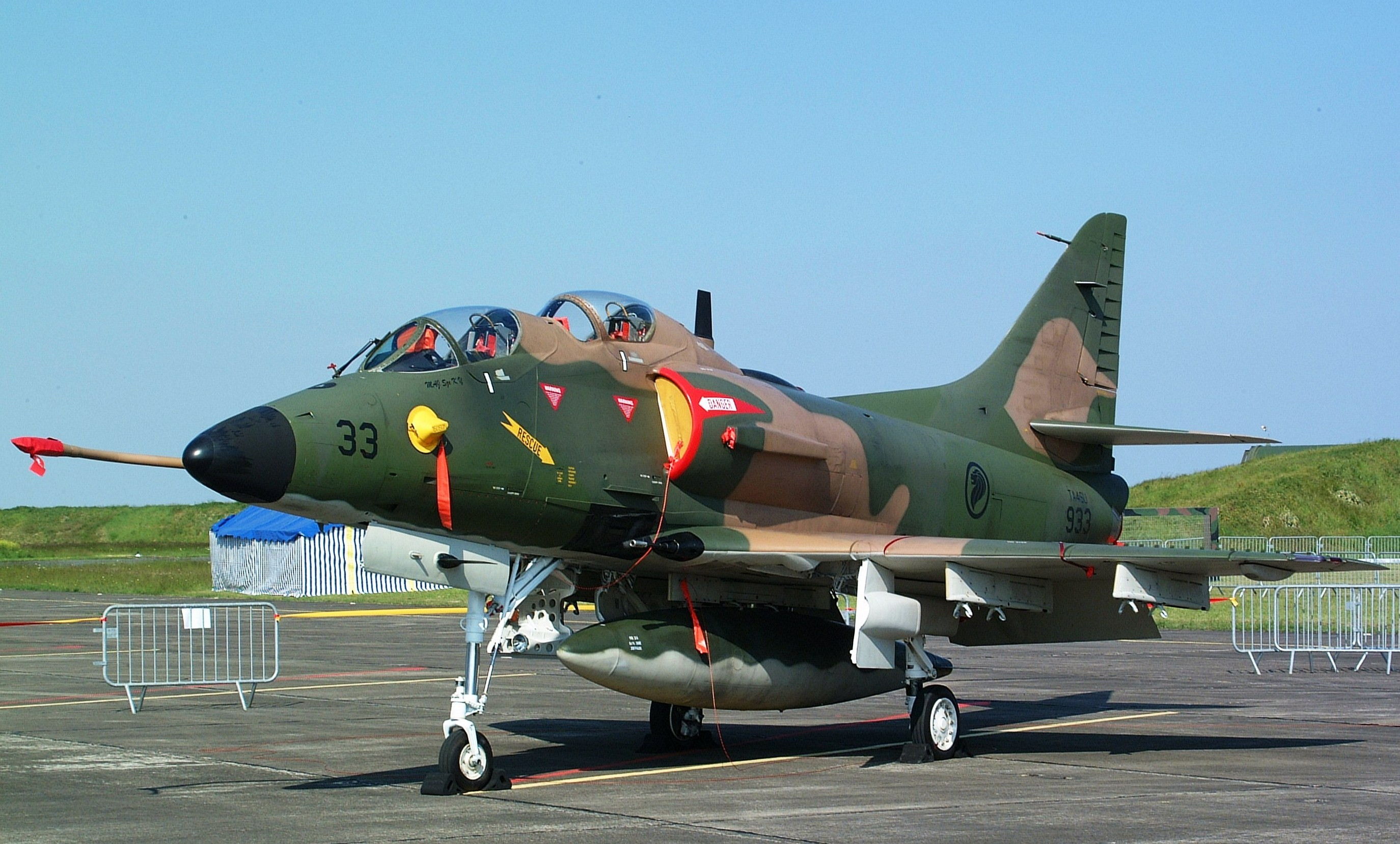
TA-4SU de entrenamiento.

A-4SU Super Skyhawk
Versión modernizada a partir de aviones de ataque monoplaza A-4S y A-4S-1.
TA-4SU Super Skyhawk
Versión modernizada a partir de los aviones biplaza de entrenamiento TA-4S y TA-4S-1.

## Especificaciones (A-4SU)
Referencia datos: International Directory of Military Aircraft, Skyhawk.Org.

### Características generales
- Tripulación: 1 (2 en el entrenador TA-4SU)
- Longitud: 12,72 m
- Envergadura: 8,38 m
- Altura: 4,57 m
- Superficie alar: 24,1 m²
- Peso vacío: 4.650 kg
- Peso máximo al despegue: 10.205 kg
- Planta motriz: 1× turbofán General Electric F404-GE-100D.
  - Empuje normal: 48 kN (4899 kgf; 10 800 lbf) de empuje.

### Rendimiento
- Velocidad máxima operativa (Vno): 1128 km/h (701 MPH; 609 kt)
- Alcance en ferry: 3220 m (10 564 ft) con 3 tanques externos
- Techo de vuelo: 12 192 m (40 000 ft)
- Régimen de ascenso: 55 m/s (10 827 ft/min)
- Carga alar: 344.4 kg/m²
- Empuje/peso: 0,55

### Armamento
- Cañones: 2× Colt Mk 12 de 20 mm, con 150 proyectiles cada uno.
- Puntos de anclaje: 5 en total (1× pilón central bajo el fuselaje y 4× pilones subalares) con una capacidad de 4.500 kg, para cargar una combinación de:  
  - Bombas: 

    - Bombas guiadas por láser de la serie Paveway
    - Bombas convencionales de la serie Mark 80 (incluyendo bombas de práctica de 3 y 14 kg)

  - Cohetes: 

    - Contenedores LAU-5003 con 19× cohetes CRV7 de 70 mm
    - Contenedores LAU-10 con 4× cohetes Zuni de 127 mm
    - Contenedores Matra con 18× cohetes SNEB de 68 mm

  - Misiles: 

    - Misiles aire-aire AIM-9 Sidewinder
    - Misiles aire-superficie AGM-65 Maverick

  - Otros: Hasta 3× tanques de combustible externos de 1.400 litros

### Aviónica
- Radar Stewart-Warner AN/APQ-145.[4]
- HUD/sistema de lanzamiento de armas GEC/Ferranti 4510
- Sistema de navegación inercial Litton LN-93
- Pantallas multifunción BAE Systems MED-2067
- Rastreador láser Lockheed Martin AN/AAS-35V Pave Penny para lanzamiento de bombas guiadas por láser

### Desarrollos relacionados
- Douglas A-4 Skyhawk
- Lockheed Martin A-4AR Fightinghawk

### Aeronaves similares
- LTV A-7 Corsair II
- McDonnell Douglas AV-8B Harrier II